# Adam Egede-Nissen
Adam Hjalmar Egede-Nissen, född den 29 juni 1868 i Levanger, död den 4 april 1953 i Bærum, var en norsk socialistisk politiker. Han var brorson till politikern Oscar Egede Nissen och halvbror till politikern Jakob Schøning.

## Biografi
Efter sin studentexamen 1886 tog Egede-Nissen tjänst i postväsendet, och han blev 1891 postfullmäktig i Bergen. År 1897 blev han postmästare i Vardø, varifrån han 1911 förflyttades till Stavanger. Här verkade han till 1933, och var ordförande 1916–1919. Han fick flera gånger statsstipendium för att resa och studera olika länders postväsen.
Åren 1903–1911 var han medlem av bystyret i Vardø, där han grundade och redigerade tidningen Finmarken. Han var stortingsman för Finnmarksstäderna mellan 1900 och 1912, först för Venstre och därefter för Arbeiderpartiet, som han gick med i hösten 1905. Han blev en av socialisternas ledande män i Stortinget, och som sitt partis representant i militärkommittén 1903–1912 utvecklade han sig till en utpräglad antimilitarist. Arbeiderpartiet i Stavanger valde honom åter till stortingsman 1922–1924. Då partiet splittrades 1923 följde Egede-Nissen kommunisterna och var partiledare för Norges Kommunistiska Parti 1934–1946, och hedersmedlem i partiet 1946. Han hade emellertid ingen reell politisk makt i partiet.
Egede-Nissen gav bland annat ut böckerna Hos Lenin for 20 år siden (1937) och memoarerna Et liv i strid (1945). Han hade också ett varmt konstintresse och var bland annat ordförande för Stavanger Teater. Hela sju av Egede-Nissens elva barn blev kända skådespelare: Aud Richter, Gerd Grieg, Ada Kramm, Oscar Egede-Nissen, Stig Egede-Nissen, Gøril Havrevold och Lill Egede-Nissen.

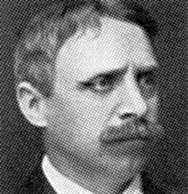
Adam Egede-Nissen.